# 桑娜·马林
桑娜·米蕾拉·马林（芬蘭語：Sanna Mirella Marin，發音：[ˈsɑnːɑ ˈmirelːɑ ˈmɑriːn]；1985年11月16日—），芬兰政治人物、芬兰社会民主党前任主席、前芬兰总理。自2015年起為芬兰议会议员，在2019年6月6日至12月10日期间担任芬兰运输通讯部部长。在安蒂·林内辞去总理一职后，芬兰社会民主党在2019年12月8日推选馬林为下一任总理候选人。2019年12月10日马林正式就任总理，年仅34岁，为当时世界上最年轻的现任总理，同时是芬兰历史上最年轻的总理，也是自安内莉·耶滕迈基和玛丽·基维涅米之后第三位芬兰女总理。2020年8月23日，马林当选为社会民主党主席。

## 早年
马林出生于赫尔辛基，并住過埃斯波和皮尔卡拉，之后她遷居坦佩雷。2004年从皮尔卡拉高中毕业。2006年加入芬兰社会民主党。在面包店做收银员同时研读大学课程。 
她于2012年在坦佩雷大学取得行政学学士学位。

## 职业生涯
2008年，她参加坦佩雷市议会议员的竞选，但未当选。之后在2009年她成为坦佩雷市政府的候补委员。2010年起她担任为社会民主党青年协会第一副主席。2012年她以826票当选为坦佩雷市议会议员。在2013至2017年间她担任市议会主席一职。在2017年她以5,783票再次当选为市议会议员。她也是皮尔坎马区理事会的成员。
2014年马林当选为社会民主党第二副主席。2015年她以10,911的票数在皮尔坎马选区当选为芬兰议会议员。四年之后她以19,088的票数再次当选。在2019年6月6日她担任芬兰运输通讯部部长。

### 总理生涯
前任总理安蒂·林内因为芬兰邮政的一项改革在联合政府内引起数周的争议后失去芬兰中间党的信任，于12月3日宣布辞去总理职务。桑娜·马林临危受命在芬兰国会投票中以99票对70票的微弱优势，于2019年12月10日委任为芬兰总理，成为全球最年轻的女性总理。她领导的中间偏左联合政府由五个政党（社民党、中间党、绿色联盟、左翼联盟和瑞典族人民党）组成，全由女性领导，而新内阁19名成员中的12人是女性。

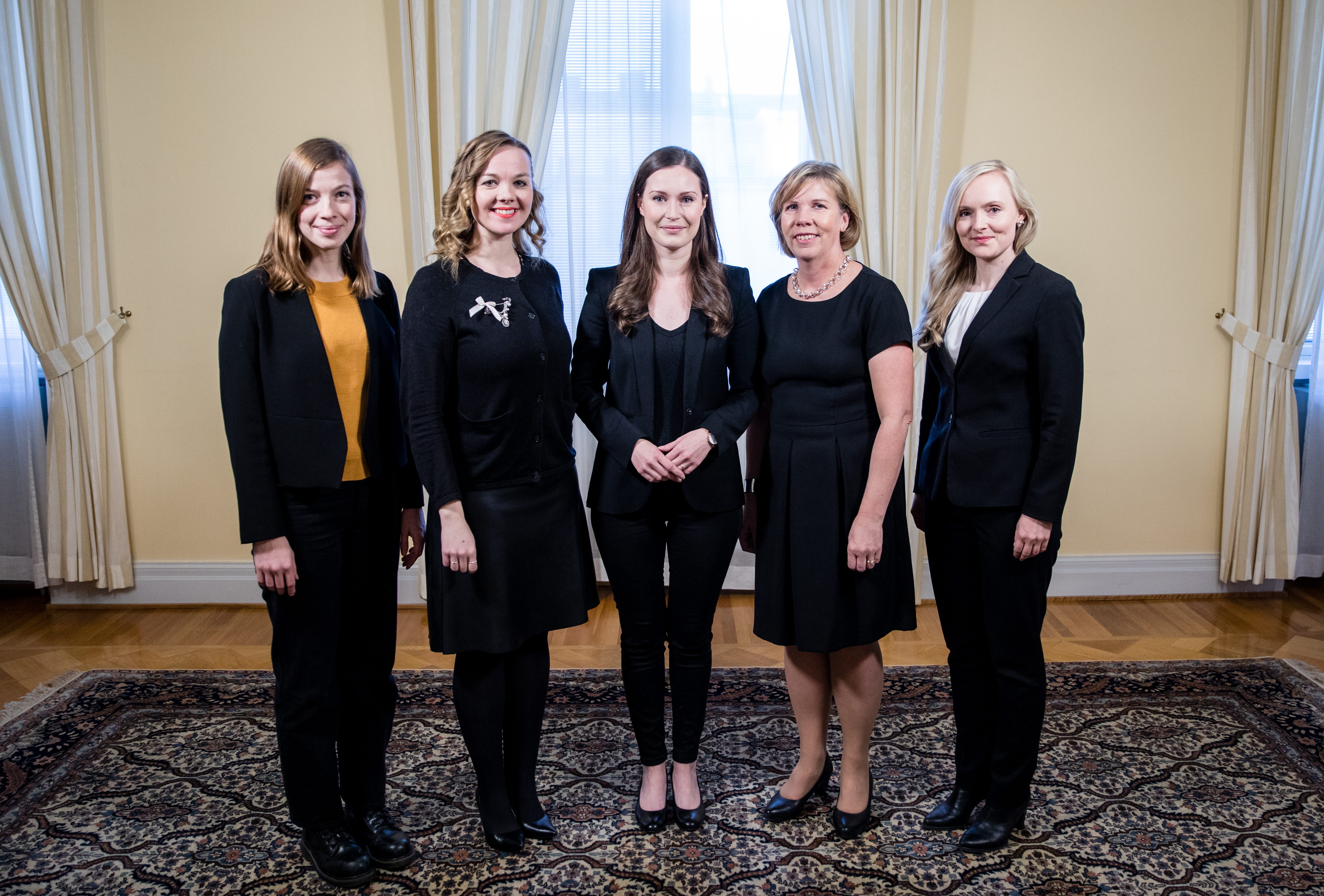
馬林（中）就職總理時與其餘四黨領袖合照

她在2020年中正式從林内手中接任社民黨主席。
2020年10月，因瑞典首相斯特凡·勒文要出席母親的喪禮，她為勒文在歐盟高峰會同時代表瑞典；不久，因馬林接觸過新冠肺炎確診者，她讓勒文在會上代表芬蘭。
2022年8月，馬林在私人派對上跳舞的影片外流，遭反對黨質疑她可能吸毒。8月19日，馬林宣布接受藥檢。最終藥檢為陰性。不久又有一張照片在網上流傳，兩位知名女性在芬蘭總理官邸接吻，並用「芬蘭」標誌遮住裸露的乳房。馬林其後向傳媒證實照片在其總理官邸拍攝，並為此道歉。
2023年4月，马林表示会在新一届议会正式召开会议前辞任社民黨主席，但会保留议员职务。

### 立场

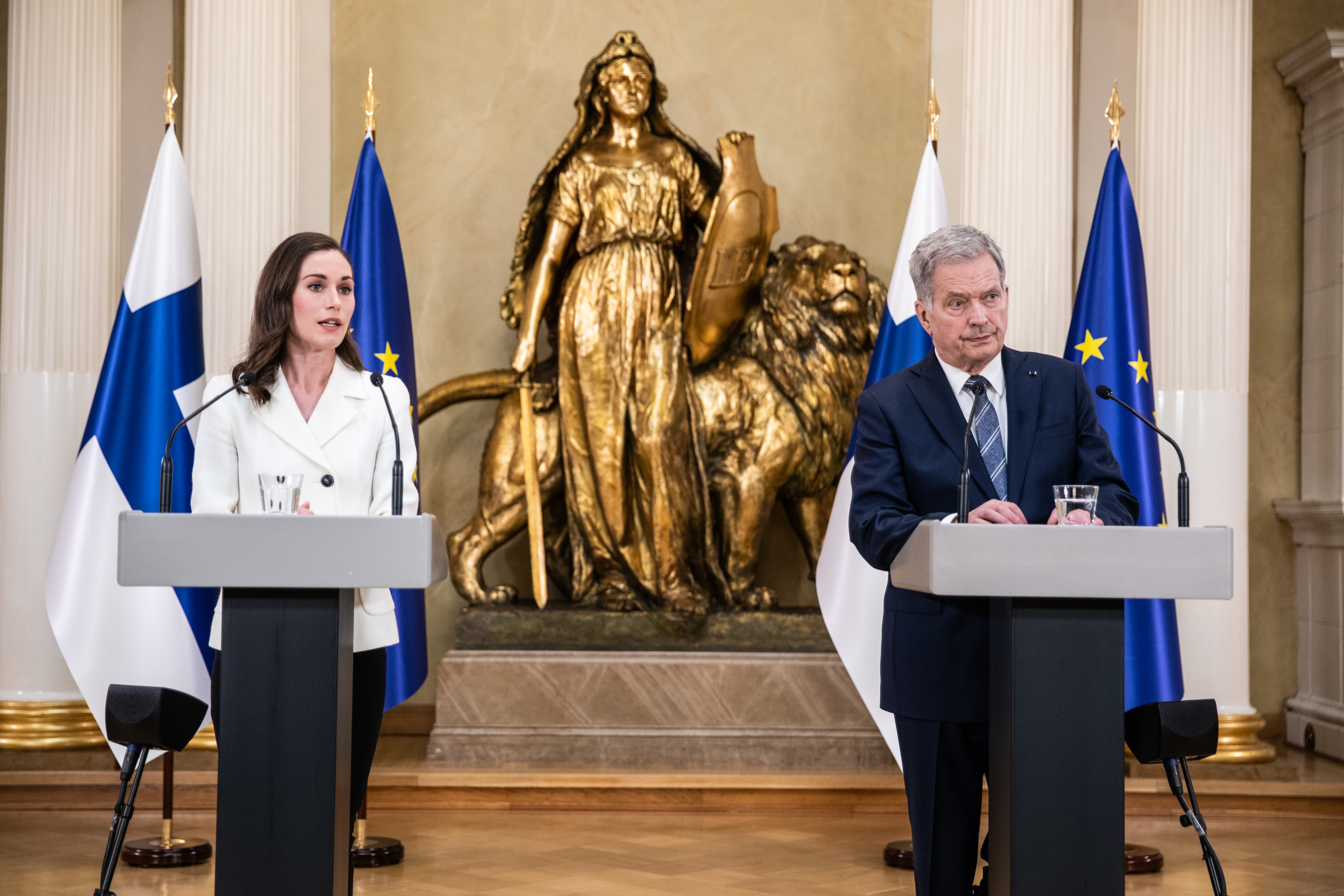
馬林和總統尼尼斯托在2022年5月15日的記者會中表示，因應俄羅斯全面侵略烏克蘭，芬蘭將調整國策，宣布其申請加入北大西洋公約組織的意向

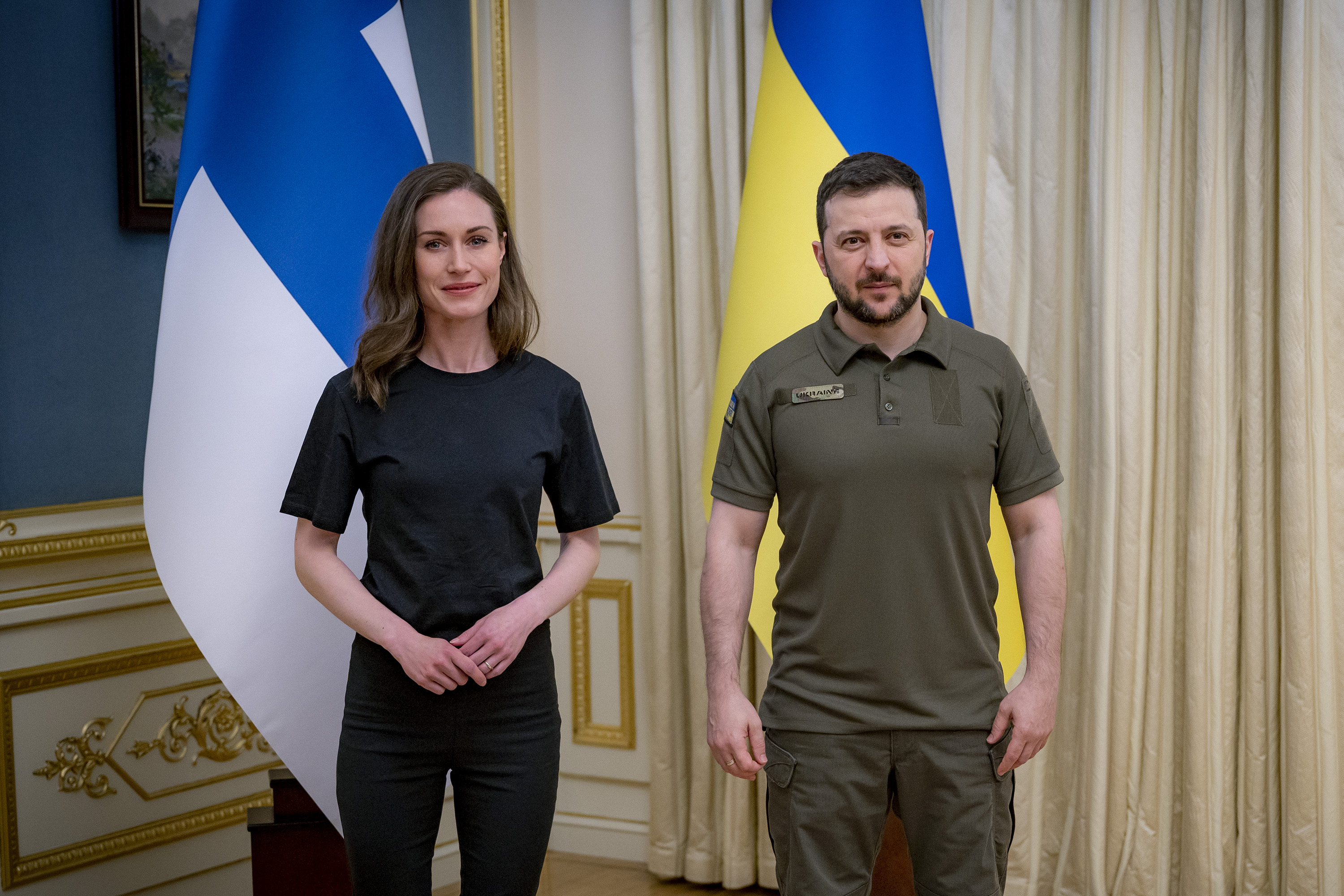
記者會後11日（2022年5月26日），馬林首度訪問烏克蘭、於基輔晤總統澤連斯基。其後轉到受戰火蹂躪的伊爾平和布查考察

她譴責中华人民共和国政府侵犯新疆維吾爾人權，指利益不是對暴行聽而不聞的藉口；認為烏克蘭回復和平的唯一方法是令俄羅斯全面撤軍，歐盟也因此應擺脫對後者石油的依賴。雖然支持芬蘭加入北約，但認為國土上不應有北約永久基地甚至核武的佈置。她反对发展核能，并争取平等和动物福利，呼吁重新考虑气候政策，保持芬兰在气候政策上的中立。她支持利用社交平台来与民众直接对话。

## 私人生活
马林是一个女同性家庭的孩子。她与夫婿马库斯·莱科宁（Markus Räikkönen）在坦佩雷居住，兩人交往16年之後，於2020年8月1日假赫爾辛基總理官邸舉行婚禮。他们的女儿埃玛（Emma）出生于2018年1月28日，當時马林尚未結婚。经过长达19年的交往，马林与莱科宁于2023年5月宣布离婚。
她是一名素食主義者。

## 轶事

### 因出身遭嘲諷
2019年12月，马林被爱沙尼亚内政部长马尔特·赫尔默在广播节目中嘲讽她的政府成员和她曾经做过收银员工作，「现在我们看到一个收银员如何成为总理，其他一些街头活动家和未受教育的人们也如何加入政府。」
马林对此回应：「我为芬兰感到骄傲。在这里，来自贫困家庭的孩子可以接受教育并实现自己的生活目标。」她甚至在推特上写道：「即使是收银员也可以成为总理。」
爱沙尼亚总统克尔斯季·卡柳莱德对此请芬兰总统绍利·尼尼斯托向马林及其政府表示遗憾。赫尔默本人声称评论被误解了，但仍向她道歉。

### 年資成話題
馬林上任時作為當時最年輕的國家領導人，時任最年長的國家領導人、馬來西亞首相马哈迪·莫哈末就此表示，年輕領袖追求理想的同時，也應請教資深的前輩。僅比馬林大幾歲的紐西蘭總理傑辛達·阿德恩則反指：「外界總會因為你年輕，而理所當然地假設你欠缺經驗和專業知識而擔當此職，這絕對是一個例子」，認為馬林已是一國首腦，因此毋需任何建議。

### 以性感形象登雜誌封面
馬林為時尚雜誌《Trendi》拍攝2020年10月份封面，照片中馬林一頭棕色波浪捲髮，身穿黑色西裝外套，但外套裡並沒穿任何衣服，包括內衣，加上她過往未婚生子的記錄，引發其女性身份的討論。
這幅封面照卻被衛道人士批評，認為馬林身為國家總理這個「露乳溝」的穿著未妥當，認為這有損她的政治公信力；大批女性以及馬林支持者則不滿上述說法，稱不能以穿着打扮判斷其領導能力，故在Instagram上發起「#imwithsanna」的標籤，女性紛紛裸上身、單穿西裝自拍，以表支持。

### 被拍確診後前往夜店
2021年12月8日，桑娜·马林向大众致歉，她在外交部长确诊感染新冠病毒后，被媒体拍到去夜店的画面。伊隆·馬斯克隨後在推特以迷因暗諷此事，卻獲馬林親自回覆，借機宣傳芬蘭之美。